# Xã Owens, Quận St. Louis, Minnesota
Xã Owens (tiếng Anh: Owens Township) là một xã thuộc quận St. Louis, tiểu bang Minnesota, Hoa Kỳ. Năm 2010, dân số của xã này là 263 người.